# James Cowan
James Cowan, né le 14 avril 1870 à East Tamaki et mort le 6 septembre 1943 à Otaki, est un journaliste et essayiste néo-zélandais, connu en particulier pour ses livres sur l'histoire coloniale et le folklore maori, qui fut très populaire en Nouvelle-Zélande dans les quarante premières années du XXe siècle et eut une influence significative sur la manière dont les Néo-Zélandais se représentaient leur pays. Parlant couramment le maori, il recueillit les témoignages de nombreux vétérans pour un ouvrage en deux volumes sur les guerres maories, The New Zealand wars: a history of the Māori campaigns and the pioneering period (1922–23). Il est l'auteur de plus de trente livres et de centaines d'articles.
Son père, William Andrew Cowan, avait émigré d'Irlande et épousé sa mère, Elizabeth Jane Qualtrough, en 1866. Peu après la naissance de James, la famille s'installe à Kihikihi, dans une zone récemment confisquée aux Maoris et marquée par le souvenir des guerres contre eux. En 1888, il entre comme journaliste à l'Auckland Star, où il reste jusqu'en 1902 et pour lequel il interviewe notamment Robert Louis Stevenson en 1893. 

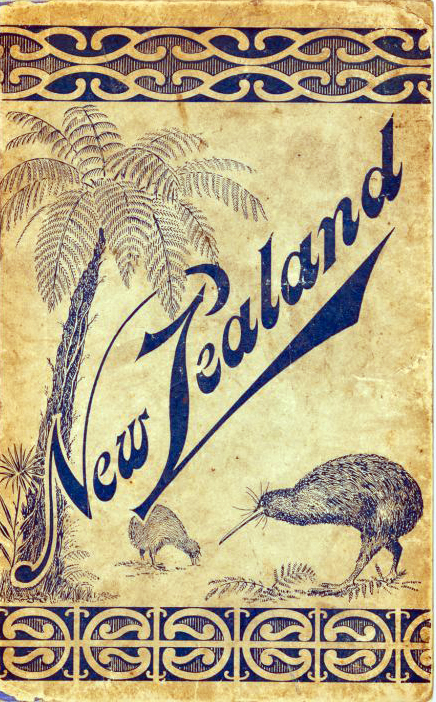
New Zealand or Ao-Tea-Roa, couverture (1907).

En 1901, il publie ses premiers livres, un guide de Taupo commissionné par un voyagiste et un catalogue des portraits de Maoris du peintre Gottfried Lindauer. En 1903, il est engagé comme journaliste par le Department of Tourist and Health Resorts, la première agence gouvernementale de promotion du tourisme, qui vient d'être créée à Wellington. Sa principale tâche est de faire la publicité de régions qui viennent d'être ouvertes au tourisme dans l'Île du Sud. En 1907, il écrit pour cette agence d'état un guide touristique sur tout le pays, New Zealand or Ao-tea-roa (the Long Bright World), pour la rédaction duquel il se rend dans des endroits qu'il n'avait jamais encore visités. Il quitte ensuite le service public et publie différents ouvrage, dont The Māoris of New Zealand en 1910. En 1912, il est engagé comme conseiller culturel et scénariste par Gaston Méliès durant son séjour dans l'île du Nord. De 1918 à 1922, il est salarié par le ministère de l'intérieur pour préparer et rédiger une de ses œuvres principales, The New Zealand Wars: a History of the Māori Campaigns and the Pioneering Period (1922–23), pour laquelle il interroge de nombreux témoins, aussi bien des Maoris que des Pakehas.
Selon Ronald Jones, Cowan avait « un amour sincère pour l'élégance et la beauté de la langue maorie », « un coup d’œil perspicace pour les sources en matière de légende et de folklore » et « un regard méticuleux sur la graphie correcte des toponymes les plus complexes [...] dont il cherchait toujours à comprendre le sens imagé ».
De son côté, Peter Gibbons estime que Cowan s'appliquait à cultiver un « esprit de nationalité » (spirit of nationhood) au sein de la communauté des Pakehas, en particulier par le truchement de récits colorés des interactions entre colons et Maoris, décrites en termes romantiques plutôt que tragiques, pour lesquels il cherchait son inspiration chez des auteurs américains, tels James Fenimore Cooper, Henry Wadsworth Longfellow et les historiens de la conquête de l'Ouest.

## Pour approfondir